# Weihwasserbecken Le Gua (Charente-Maritime)

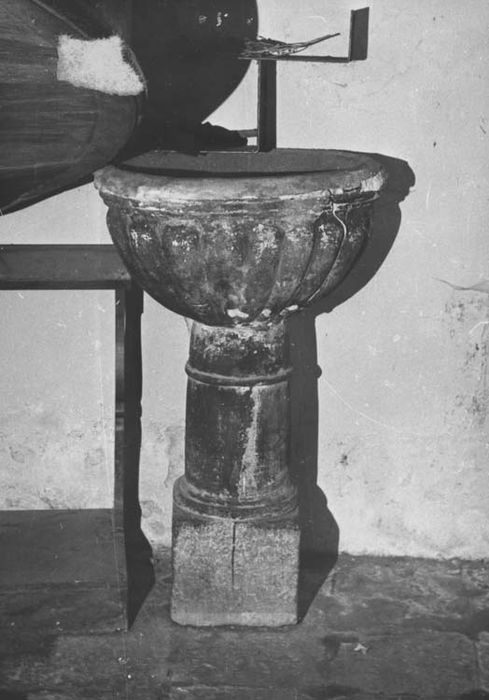
Weihwasserbecken in Le Gua

Das Weihwasserbecken in der Kirche St-Laurent in Le Gua, einer französischen Gemeinde im Département Charente-Maritime der Region Nouvelle-Aquitaine, wurde im 18. Jahrhundert geschaffen. 
Im Jahr 1979 wurde das barocke Weihwasserbecken als Monument historique in die Liste der geschützten Objekte (Base Palissy) in Frankreich aufgenommen.
Das Weihwasserbecken aus Stein steht auf einem rechteckigen Sockel und einer Säule als Schaft. Das godronierte Becken ist oben mit einem Wulst abgeschlossen.  